# National Highway 81
National Highway 81 (NH 81) ist eine Hauptfernstraße im Nordosten des Staates Indien mit einer Länge von 100 Kilometern. Sie beginnt in Korha im Bundesstaat Bihar am NH 31 und führt nach 45 km durch diesen Bundesstaat weitere 55 km durch den benachbarten Bundesstaat Westbengalen, wo sie in English Bazar am NH 34 endet.